# Art action
L'art action utilise comme matériaux le corps, le temps et l'espace. Les caractéristiques formelles selon les historiens et les théoriciens de l'art action contemporain sont la présence de l'artiste, l'immédiateté ici et maintenant, le contexte de présentation de l'action, la dématérialisation de l'œuvre et, parfois, le spectateur devenu participant. Qu'il soit orchestré ou improvisé, subtil ou direct, l'art action est un aspect vivant, parfois provocateur et inconfortable, de l'art.
L'art action remonte très loin dans l'histoire de l'humanité. De l'action nécessaire à imprimer une main sur une paroi rocheuse, en passant par les rites initiatiques, à l'acte de peindre compris comme œuvre en soi et aux événements d'art où le spectateur se fait acteur, l'art action demeure un concept ouvert et indiscipliné.
Différents mouvements d'avant-gardes et groupes du XXe siècle de l'art contemporain participent au développement de l'art action comme le futurisme, dada, gutaï, l'action painting, l'internationale situationniste, l'actionnisme viennois, le Théâtre invisible, fluxus, Zaj, Hi-Red Center, l'art sociologique, l'art contextuel, Mass Moving, la poésie sonore, la poésie-performance, l'art corporel, le nouveau réalisme, Performance (art), l’art relationnel, l'art communautaire, l'art social, et d'autres encore.
De par son caractère éphémère, l'art action échappe souvent aux lois du marché de l'art traditionnel. S'adaptant aux conditions imposées par les artistes, quelques musées proposent des formes d'acquisition novatrices d'œuvres performatives.

## Présentation

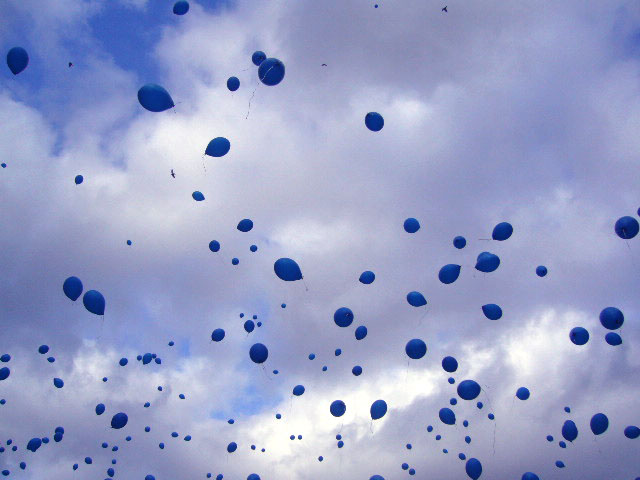
Yves Klein, Beaubourg, 2007, reconstitution du lâcher de 1001 ballons bleus en 1957

Les pratiques de l'art action sont en constante mutation. Elles transgressent les codes traditionnels issus des domaines comme les arts visuels, le théâtre, la poésie, la danse et la musique. Les pratiques de l'art action déterminent ses critères opérationnels et délimitent ses méthodologies hors des conventions stylistiques de l'art. Faits intéressants, les premières manifestations de l'art action se sont déroulées dans 3 pays différents dans la même période soit de 1956 à 1959. Il s'agit de la publication du Manifeste gutaï de l'artiste japonais Jirö Yoshihara en 1956, de la réalisation en privé des premières Anthropométries de l'artiste français Yves Klein en 1958 et de la réalisation du premier happening 18 Happenings in Six Parts de l'artiste américain Allan Kaprow à New York en 1959. Cette pratique de l'art fondée sur le performatif (quelques théoriciens réfutent cette affirmation) à une résonance dans différentes cultures dès ses origines.

## Catégorisation

### Définition
Les pratiques d'art action se reconnaissent par les critères performatifs que les artistes s'imposent. Elles passent par l'expression du corps tant individuel que social. Elles s'inscrivent dans le présent. Elles explorent des espaces privées et publics. Elles participent aux mouvements historiques et aux concepts artistiques innovants. L'analyse critique fait partie de la démarche des artistes et des théoriciens de l'art action. Le concept évolue et est confronté régulièrement aux différentes pratiques lors des colloques et des événements portant sur l'art action dans tous les pays. Sans être exhaustif, il est maintenant possible de différencier les catégories de l'art action en identifiant les composants qui instaurent la situation, l'attitude et l'expérience sensitive. Certains néologismes sont apparus au fil des ans qui ont été adoptés par les artistes, les critiques et les théoriciens de l'art. Cette terminologie caractérise chacune des pratiques d'art action dans leur rapport avec l'artiste, la stratégie d'intervention, le contexte de présentation, le public-spectateur-acteur, le niveau d'interactivité de la communication.

### Description de pratiques d'art action

#### Action painting

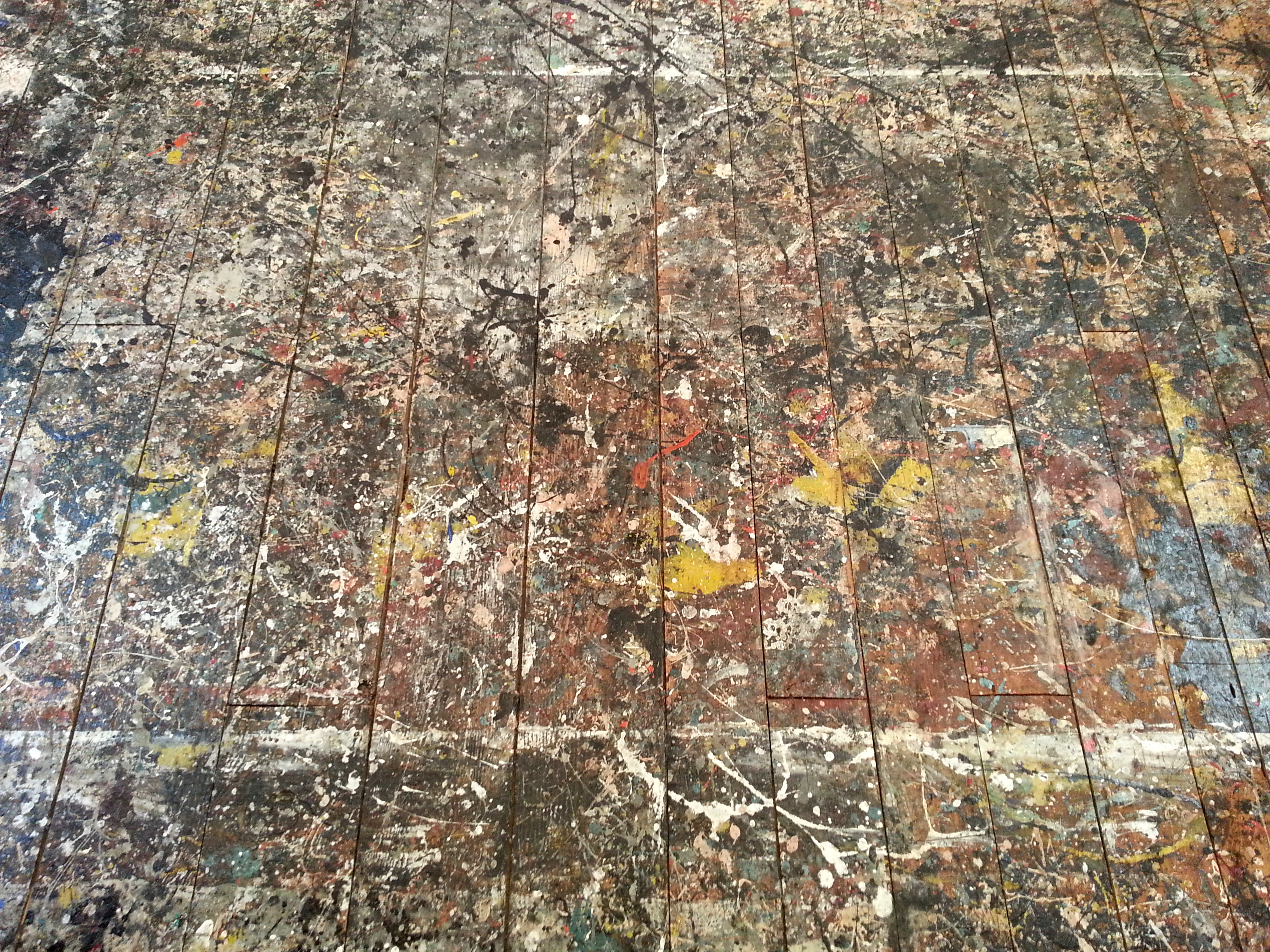
Plancher du studio utilisé par Jackson Pollock à la Pollock-Krasner House and Study Center à Springs, New York de 1946 à 1956.

Le terme action painting a été inventé par le critique d'art Harold Rosenberg en 1952. Selon Rosenberg, la toile pour les peintres comme Jackson Pollock et Franz Kline devient une arène dans laquelle agir. L'action, le geste puissant, l'intensité du coup de pinceau et des giclées de peinture évoquent la charge pulsionnelle nécessaire à la réalisation de l'œuvres picturale. Sur la toile placée au sol, le peintre, debout, fait dégouliner la peinture en tournant rapidement autour du tableau. La toile porte ainsi la trace de la rapidité de l’exécution et de la violence du geste qui la projette. Dans ces curieux tracés où disparaît l’image, advient un corps de peinture qui est celui du peintre à l'œuvre. C'est l'événement de cette lutte qu'accueille la toile et non une représentation sensible qui ne serait que le résultat d'un conflit au sublime dénouement.
Dans une interview datant de 1944, Pollock dit :« Au sol, je suis plus à l'aise. Je me sens plus proche du tableau, j'en fais davantage partie ; car de cette façon, je peux marcher tout autour, travailler à partir des quatre côtés, être littéralement dans le tableau. » .
Toute idée de début ou de fin est abolie. Attaquant la toile de tous les côtés autour desquels l’artiste tourne comme dans une danse, l’œuvre n’est plus qu’une curieuse voie lactée, un entrelacs de lignes colorées et plus ou moins épaisses où le fond et la forme s’abolissent.

#### Gutaï
Fondé en 1954 par Jiro Yoshihara, gutaï, gu (instrument) taï (corps) est un mouvement artistique japonais qui se fonde sur l'action du corps et sur l'importance de la matière qui agit par ce corps. À la différence de l'action painting qui ne s'intéresse qu'à la peinture comme matière, les artistes de gutaï pousseront beaucoup plus loin la notion d'automatisme, ils feront des choix inventifs de matière, de support, d'action et de mode de présentation jamais réalisés auparavant. Les modes d'expressions visent à investir la totalité de l'espace et la participation des spectateurs, et reposent généralement sur une action corporelle exacerbée. À titre d'exemple, le cas de Kazuo Shiraga réalisant de grandes toiles peintes avec ses pieds: accroché à une corde fixée au plafond, qui lui permet de garder l'équilibre mais aussi, en s'y suspendant, de moduler son piétinement du pigment sur le support. Celle de Saburo Murakami, traversant d'un coup un tunnel de vingt et un écrans de papier kraft en les crevant de ses poings dans un vacarme terrifiant.
Selon Ben vautier:« L'apport essentiel du groupe Gutaï n'est pas dans l'esthétisme (contenu de toiles qu'on accroche aux murs) ce que Tapié voulait faire croire, il est dans une explosion de matérialité gestuelle. Ces gens là ont des idées avec la matière et l'action. L'un travaille avec la boue, l'autre avec la fumée, le troisième avec des ressorts, etc. Ils attaquent tous les sens, auditifs, visuels avec un mélange étroit d'idée, d'action et de matière. ».

#### Happening
- « Un happening est un environnement exalté, dans lequel le mouvement et l'activité sont intensifiés pendant un temps limité et où, en règle générale, les gens s'assemblent à un moment donné pour une action dramatique. »(A. Kaprow)[13].
- Les happenings, avaient lieu le plus souvent en dehors des murs du monde de l'art: signe que l'extension des frontières de l'art n'était pas encore telle qu'elle permît leur intégration systématique, comme ce sera le cas avec les performances[14].
- Dans un happening, il y a un scénario préétabli qui sera suivi plus ou moins selon les réactions des spectateurs-acteurs. Il se développe à partir d’intentions et de principes préalablement fixés, souvent avec une portée conceptuelle[6].

#### Event

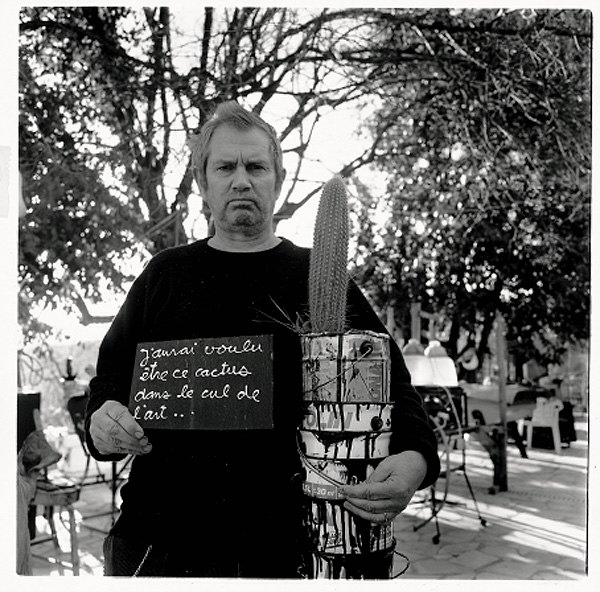
Ben Vautier, 2007 : « J'aurais voulu être ce cactus dans le cul de l'art ».

Event, ou événement est le terme créé par George Brecht en 1959 pour décrire les actions qu’il imagina dans le cadre des cours de John Cage à la New School for Social Research. L'event se caractérise par sa dimension impersonnelle et par son caractère intime. S’il n’implique guère le spectateur dans sa réalisation, l’événement est ouvertement posé comme réalisable par n’importe quel interprète et implique totalement celui qui l’agit. L'event prend son sens au moment de son exécution, ce qui est simple compte tenu des instructions données par la partition et de la banalité des accessoires nécessaires à son interprétation.
Ces actions sont, par nature, profondément conceptualisées. La méthode de Brecht est de consigner sur de petits cartons des instructions simples pouvant être exécutées par n'importe qui et présentées dans différents contextes devant public. L'exécutant pouvant l'interpréter à sa façon. Ce mode opératoire a donné lieu à la création des re-effectuations qui permettent de réactualiser les events créés par les artistes Fluxus de 1960 à 1970. L'artiste Ben Vautier (Benjamin Vautier) explique très bien l'importance de George Brecht dans l'évolution des actions Fluxus et des motivations des différents auteurs d'events. Il s'agit d'insertion de comportements banals de la vie vécue dans un contexte artistique, l'autorité et l'égo de l'artiste affirmant l'action comme art ou non-art.

#### Art corporel

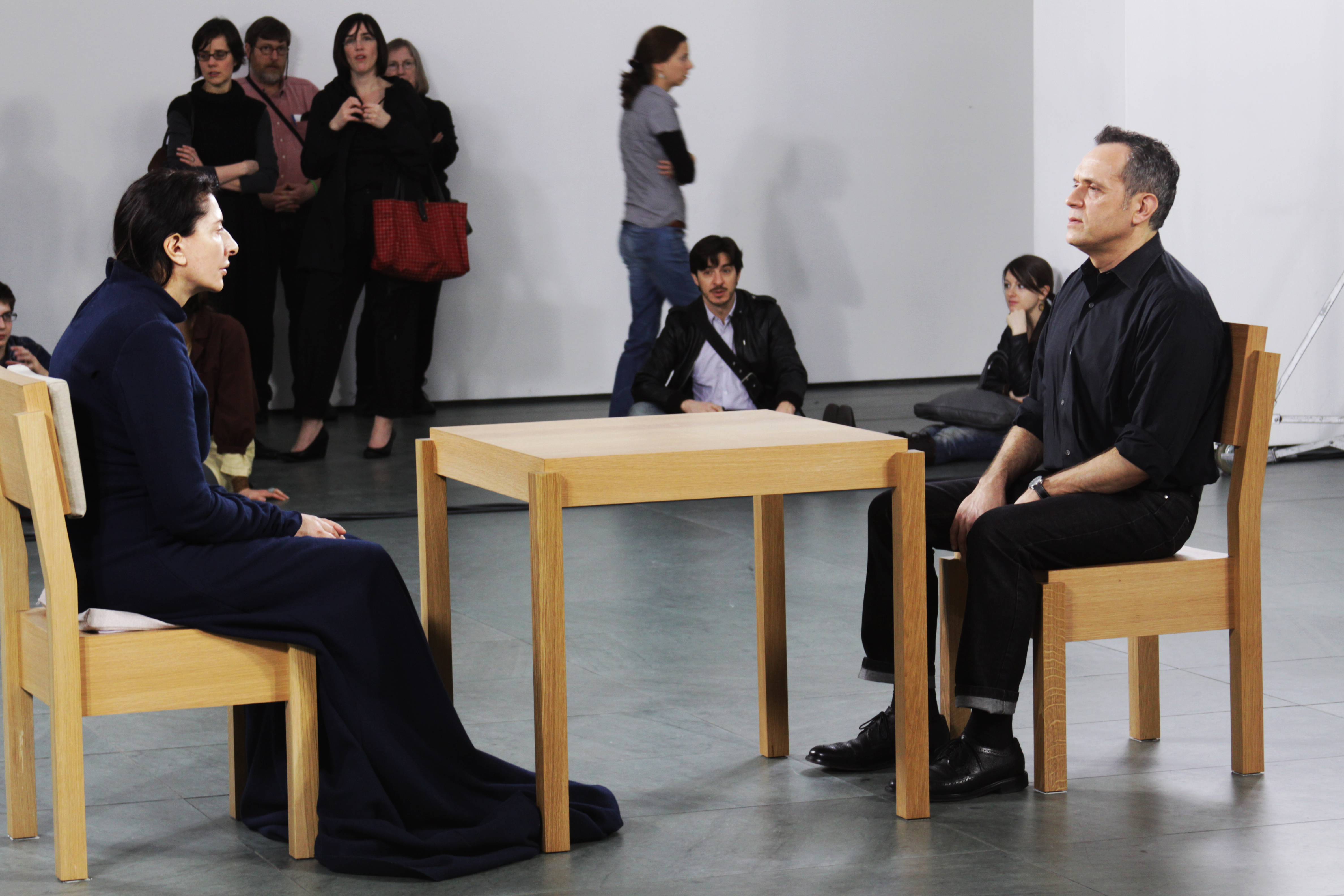
Marina performing "Artist is Present" at the MoMA in May 2010

Les actions artistiques réalisées dans le cadre de l'art corporel (body art) et de l'actionnisme viennois s'inscrivent dans la catégorie performance où le corps, matériel d'art présent et réel s'exprime brutalement et sans artifice. Les artistes de l'art corporel revendiquent une rupture avec l'esthétique, en même temps que des retrouvailles de l'art avec la vie. L'idée que le corps est un produit sculpté par les conditionnements sociaux est omniprésente dans l'art corporel. Dans de telles pratiques, le corps se présente comme le réceptacle des mécanismes sociologiques, c'est-à-dire précisément comme le porteur de ces habitus que Pierre Bourdieu définit alors ainsi:
« Culture devenue nature, c'est-à-dire incorporée, classe faite corps, le goût contribue à faire corps de classe: principe de classement incorporé qui commande toutes les formes d'incorporation, il choisit et modifie tout ce que le corps ingère, digère, assimile, physiologiquement et psychologiquement. »

#### Performance

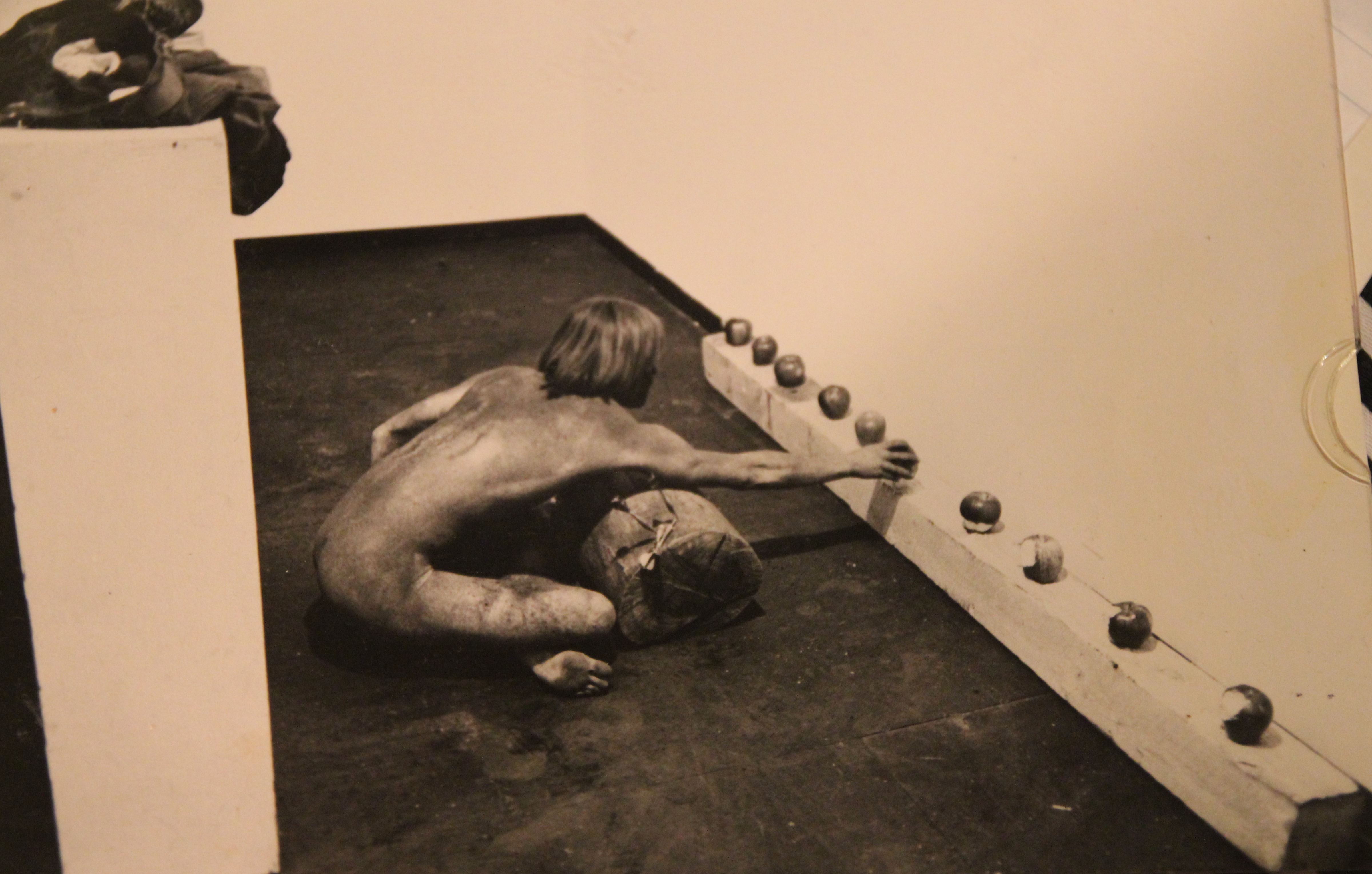
Mark Wilson, Cendres et pommes, 1972, l'artiste est entièrement recouvert de cendres. Il performe derrière un écran tout en tambourinant sur une bûche de bois

Les performances expriment un processus de dématérialisation de l'objet au profit de l'action. Techniquement, la performance est axée sur l'individu/artiste. Son corps, ses sons, ses gestes deviennent les matériaux (théorique, économique, politique, communicationnel) d'un art potentiellement interactif avec l'audience. La performance participe de manière exemplaire de ces phénomènes qui se généralisent dans l'ensemble des formes culturelles, soit l'immédiateté postmoderne et la culture du moi.
Il y a autant de sortes de performances qu'il y a de performeurs. Les caractéristiques culturelles d'une ethnie ou d’un espace-temps géographique sont des critères sur lesquels s'organisent la livraison de la performance. La même performance sera perçue différemment d'une région géographique à une autre. La performance s'articule la plupart du temps en fonction du contexte de sa présentation. Il y a des performances où le corps est totalement présent, d'autres où l'appareillage objectuel, médiatique ou technologique tend à constituer l'essentiel de l'activité ; à d'autres moments, l'investigation suppose le questionnement théorique, tandis qu'à certaines occasions, il y a interactivité entre le performeur et le public.
Selon Alain-Martin Richard, « Dans la performance, tu as un public qui se rend dans des lieux où la performance se déroule, que ce soit dans un cinéma loué ou ailleurs, mais c'est un lieu reconnu. Il y a donc tout un schéma artistique qui se trouve finalement dans la performance. » .
Les performances sont présentées dans des cadres institutionnels qualifiés artistiques soit: des galeries d'art, des musées et des événements d'art action,,.

#### Théâtre invisible

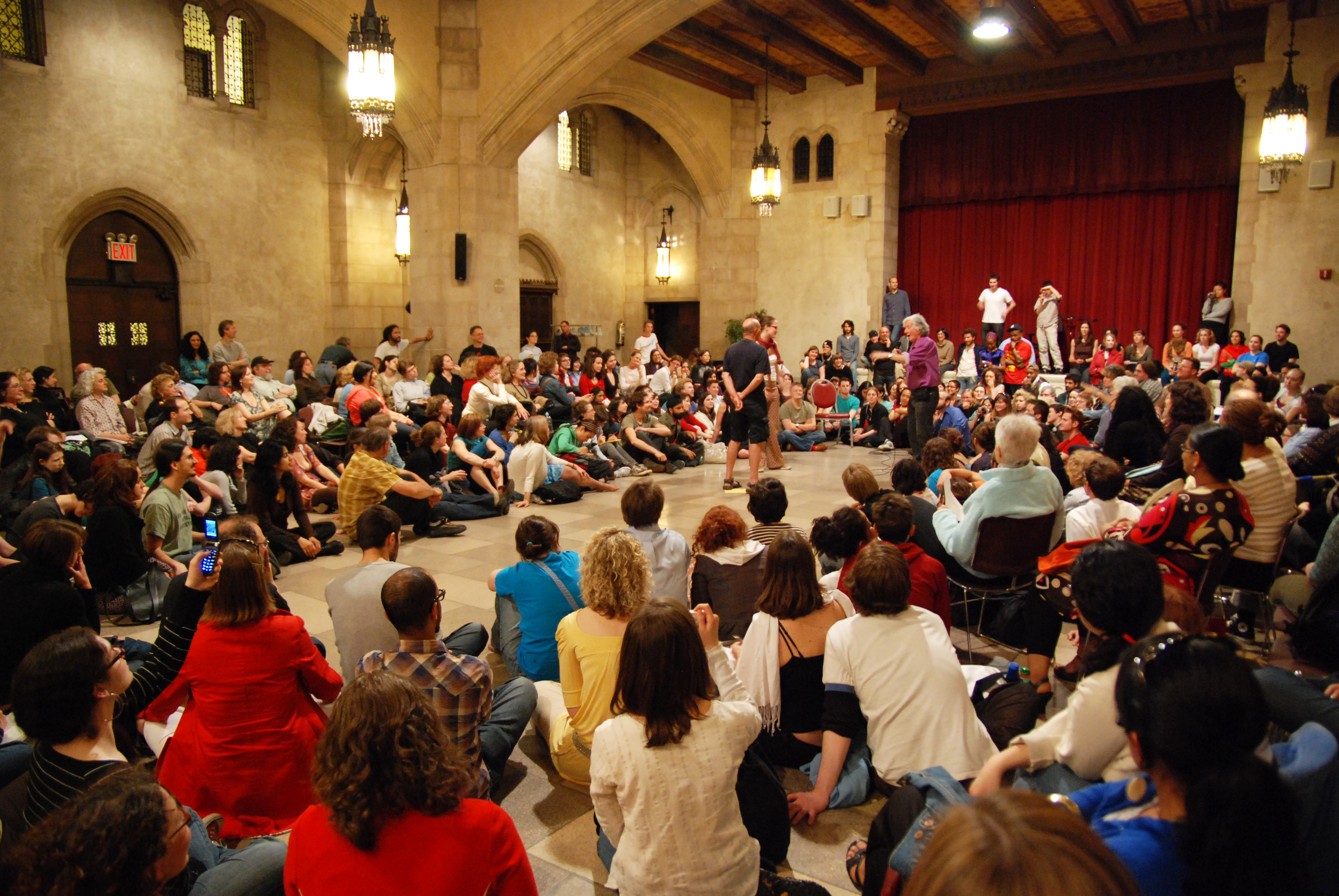
Augusto Boal, metteur en scène et écrivain brésilien présentant son Théâtre de l'Opprimé à l'église Riverside à New York, 2008

Le théâtre invisible a été inventé en Amérique latine, à un moment où il devenait trop dangereux de militer ouvertement. C'est Augusto Boal, fondateur du mouvement le théâtre opprimé  qui a répandu dans le monde entier cette forme de théâtre. Il souhaite initier, à travers les actions de ce théâtre, une révolution esthétique en réaction au modèle dominant importé d'Europe. Le théâtre invisible présente le grand avantage d'être pauvre. Pas besoin de matériel technique, ni de costume, encore moins de maquillage. Il est, par définition, allergique à la publicité et au marketing. Il ne s'inscrit dans aucune des restrictions propres au théâtre encadré, soucieux de langage, de forme, de jeu. Les comédiens ne sont pas payés et ne réclament aucun prix d'entrée. Tous les intervenants échappent ainsi au service de la taxe d'amusement, au fisc, aux ministères distributeurs de subventions et régulateurs de l'art rentable. Bref, il est insaisissable.
Dans le théâtre invisible, non seulement le public est participant, mais, ne sachant pas qu'il s'agit d'une action théâtrale, c'est lui-même qui écrit la pièce, qui la crée. Seul le canevas de départ lui est imposé. C'est une forme de théâtre de rue, de théâtre direct qui cherche à solidariser les citoyens autour de comportements sociaux oppressifs.
« Venez assister au spectacle qui va commencer ; de retour chez vous, avec vos amis, jouez vos propres pièces et voyez ce que vous n'avez jamais pu voir : ce qui saute aux yeux. Le théâtre n'est pas seulement un événement, c'est un mode de vie ! Nous sommes tous des acteurs : être citoyen, ce n'est pas vivre en société, c'est la changer. » (déclaration d'Augusto Boal à l’UNESCO, le 27 mars 2009).

#### Mass moving

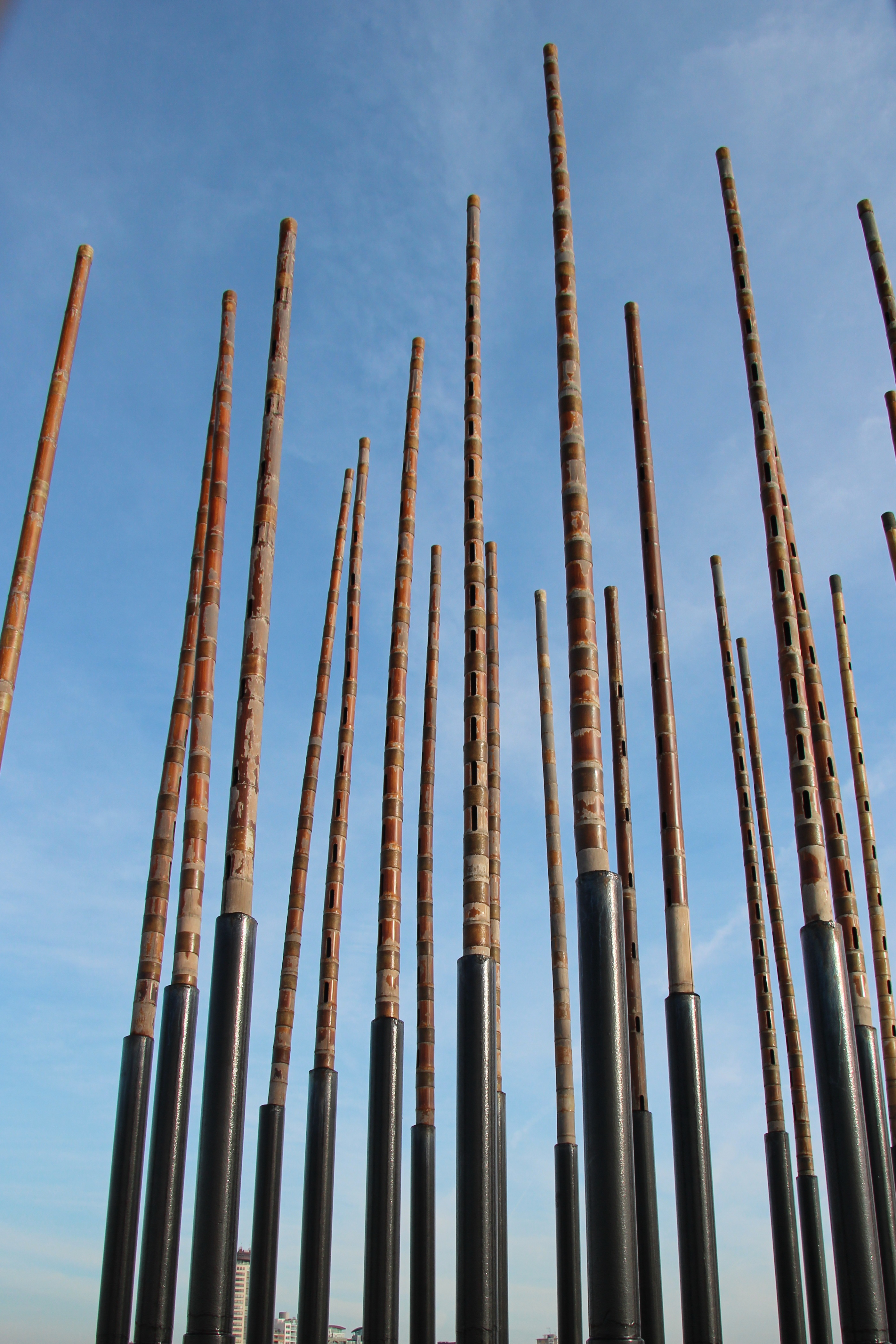
Sound Stream

Mass Moving est un mouvement artistique né en Belgique et aux Pays-Bas. Il s'agit d'un collectif d'artistes et d'ingénieurs qui ont comme objectifs de sortir l'Art des musées en investissant la ville, de faire la promotion de la terre, de dénoncer les conventions établies en faisant appel à des stratégies d'art ludiques et participatives. Leurs actions dans l'espace public se caractérisent par leur engagement écologique et politique. Sans lieux fixes, nomades, le collectif Mass Moving parcourt le monde imaginant des actions transgressives et imaginatives sur des problématiques sociales. Pressentant sa récupération par la Société du spectacle et le marché de l’art, ses membres décident le 5 janvier 1976 de cesser toute activité et de détruire toutes ses archives dans un ténébreux autodafé. Mass Moving fait appel au corps social et à l'anonymat dans ses actions. Les collaborations entre les artistes et la participation du public ouvrent une voie qui sera suivie par les artistes de la fin du XXe siècle en esthétique relationnelle, en art communautaire et en art social.
Une des dernières actions de Mass Moving est éloquente concernant l'appropriation de territoires physiques et culturels. Il s'agit de Sound Stream, une chaîne d’orgues éoliennes se dressant depuis le Cameroun jusqu'en Norvège. L'historien de l'art, Sébastien Biset le décrit comme suit: « Ce projet intègre, dans l’action, la notion de site sans se limiter à sa seule conception spatiale. En effet, plus que marquer une suite de sites, ce fleuve sonore, universel et fédérateur, les investit et les reconfigure en créant avec eux d’autres relations : à la périphérie d’une action sculpturale et paysagiste, la proposition de Mass Moving célèbre l’harmonie et l’universalité qui génèrent une sorte d’esthétique communicative »

#### Manœuvre

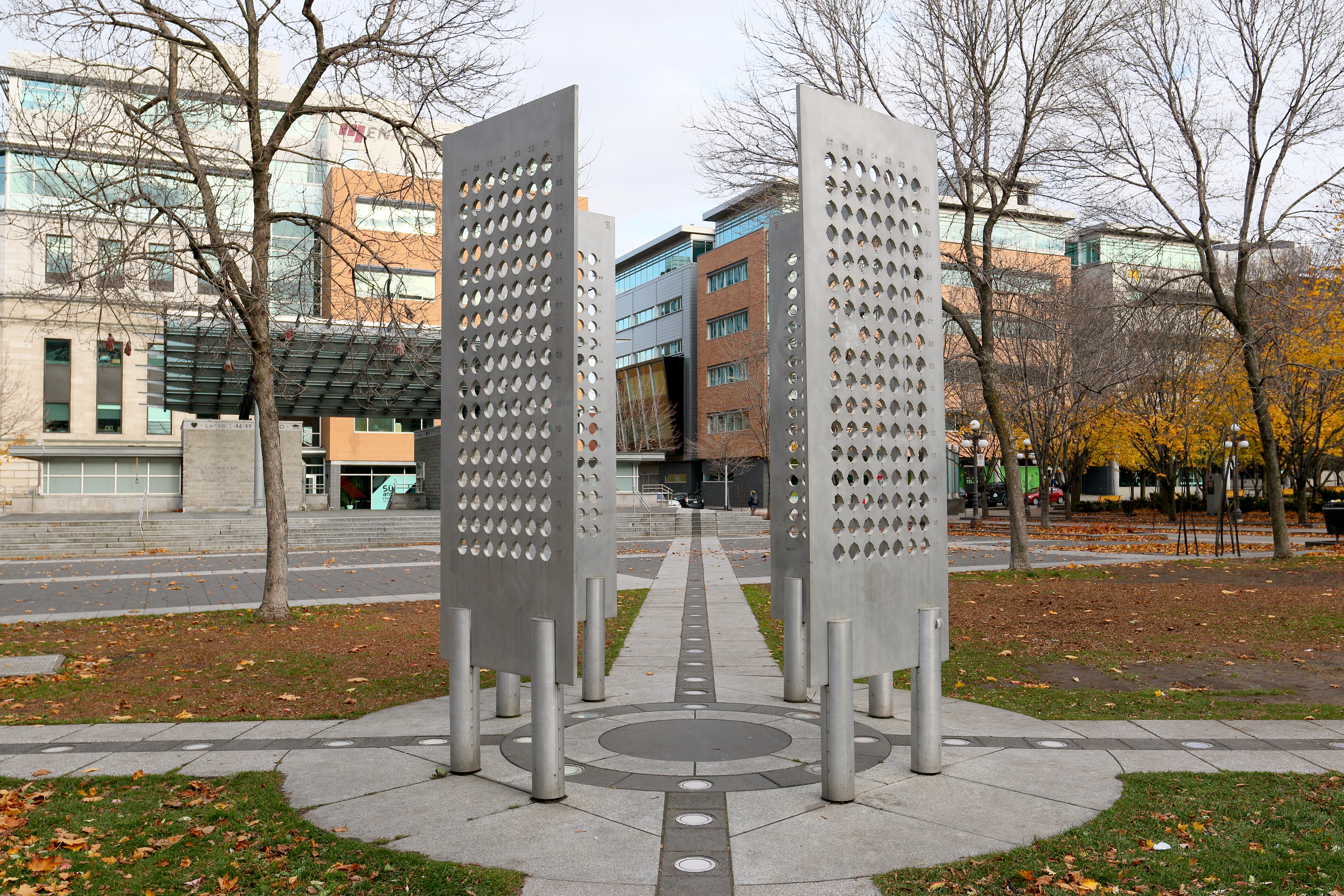
Atopie Textuelle, Alain-Martin Richard, concepteur, Martin Mainguy, collaborateur, et Collectif Les causes perdues, Ville de Québec, Canada, 2000

La manœuvre, concept amorcé avec du collectif Inter/Le Lieu, théorisé par Alain-Martin Richard en 1990 au Québec (Canada) s'apparente au mouvement Mass Moving par son intervention direct dans la vie citoyenne. En plus d'investir l'espace public réel, le manœuvrier construit des situations à la fois réelles et virtuelles grâce à Internet. Le projet Atopie textuelle créé par le collectif Les causes perdus dont font partie Alain-Martin Richard et Martin Mainguy en est un exemple probant. En voici la description: « L'Atopie textuelle est une cause qui se perd est une manœuvre artistique qui se déroule simultanément sur la planète terre et sur la planète WEB. Ce projet a été lancé le 21 décembre 2000 à Québec. Les participants sont invités à faire circuler autour de la terre des objets de métal, issus d´une sculpture perforée, en les transmettant de main à main. Il y a 476 morceaux de sculpture de forme circulaire et aplatie qu´on appelle palet. Les participants s´inscrivent sur le site et déposent une production numérique (son, image, texte ou vidéo) marquant ainsi leur présence dans le projet. L´accumulation de ces documents constitue une banque de données qui les met en action sous une forme aléatoire continuellement renouvelée. Un des aspects du projet entend faire de l´ensemble de ces productions individuelles une œuvre collective en mouvement, visible sur le site WEB et aussi dans la réalité... physique... matérielle... En naviguant dans les méandres de ce site, vous croiserez la sculpture, le texte déconstruit à reconstituer, les innombrables productions sonores, visuelles, textuelles qui constituent l´histoire et la mémoire de chaque palet et de l´Atopie dans son ensemble, l´état de l´atopie en modulation permanente. ».

## Artistes représentatifs
- Abel Azcona
- Allan Kaprow
- Yves Klein
- Jirö Yoshihara
- Joseph Beuys
- Hermann Nitsch
- Wolf Vostell
- Nam June Paik
- Dick Higgins
- Robert Filliou
- George Maciunas
- Ben Vautier
- George Brecht
- John Cage
- Yoko Ono
- Carolee Schneemann
- Michel Journiac
- Gina Pane
- ORLAN
- Marina Abramović
- Gilbert & George
- Deborah De Robertis
- Ulay
- Jan Świdziński
- Joël Hubaut
- Pierre Pinoncelli
- Chris Burden
- Sylvie Cotton

## Économie et marché
Selon l’analyse des modèles économiques liés au profil des artistes de tout horizon du monde de l’art mené par Dominique Dagot-Duvauroux et un collectif de chercheurs, les artistes appartenant à l’art action serait du type artistes à 360°. Selon cette recherche, ces artistes vivent grâce aux appels de projets et des commandes sans nécessairement que leurs œuvres se matérialisent ou soient permanentes. Il s’agit de performances, d’interventions artistiques éphémères, d’installations ou de prestations multimédia immersives. La valorisation de leurs œuvres passe par des réponses positives aux appels d’offres. Ces artistes sont aussi sollicités pour le commissariat d’événements artistiques et d’exposition, des conseils aux entreprises et de la gestion de centres d’art et de culture. Les lieux de diffusion de leurs activités sont multiples car leur travail ne débouche pas forcément sur une œuvre matérielle. Ils doivent se bâtir un réseau de bonne amplitude pour faire circuler leur travail et/ou développer un ancrage territorial fort leur permettant d’interagir avec la collectivité. L’artiste de l’art action a souvent une formation de haut niveau, fortement institutionnalisée, lui donnant accès à l’enseignement dans des programmes de niveaux universitaires et des grandes écoles d’art.
En occident, au cours des quarante dernières années, l'évolution récente de l'univers artistique amène à ce constat de dépassement organisationnel où le rôle de l'état et le rôle des marchands se sont fusionnés. Il faut parler de standardisation et de généralisation dudit moule institutionnalisant.
De nouvelles approches sont expérimentées concernant le marché de l'art action qui s'inscrit dans l'économie globale de l'art contemporain. Pour preuve, une pratique muséale qui peut paraître étrange aux yeux des non-initiés: celle consistant à salarier les artistes pour la préparation d'une exposition. Aussi certains artistes peuvent être rémunérés sous forme de cachets, de droits d'auteur ou d'honoraires. D'autres reçoivent un droit de présentation des œuvres par les musées, exactement sur le modèle du droit de représentation dans le spectacle vivant, où l'œuvre ne peut être vendue mais seulement présentée. En résumé, l'art action est en contante transformation et son économie toujours en quête d'innovation.